# 黄山马蹄鳖
黄山马蹄鳖（学名：Pelodiscus huangshanensis）俗称马蹄鳖、沙地鳖、滩皮鳖、水花鳖，一种分布于中华人民共和国安徽省南部黄山地区的爬行动物，隶属于鳖科鳖属。模式产地为安徽休宁县。

## 发现
早在宋代，当地人就已知道马蹄鳖的存在，并视为徽州特产美味。明初还曾作为贡品进贡给朱元璋。数百年来，“清炖马蹄鳖”是徽菜的一道名菜。2017年5月，休宁县水产站正高级工程师，泉水鱼专家组成员，选派专技人员林衍峰及其团队在休宁县率水河溪口镇段水域收集到5只野生马蹄鳖，随即开展驯养繁殖研究。经过5年实验，通过形态特征比较和分子系统发育分析，最终确定它们为新记录物种。

## 形态特征
黄山马蹄鳖体型很小：背甲最大长度仅为101.16毫米，体长最大仅为190毫米；龙骨高；背表面有许多结节，但中央不明显；腹甲为黄白色，腋窝两侧各有一暗斑；喉咙上有细小的黄白色斑点；幼鳖颈部两侧有白色纵带，而成鳖没有；内质体呈“⌒”形。

## 生活习性
黄山马蹄鳖常栖息于水质清澈、水质优异的砂砾石底质的江河上游和溪流中，因喜欢藏身在细沙中，故俗称沙地鳖、滩皮鳖。又因呼吸时常激起特殊的水波，所以也称水花鳖。

## 繁殖
雄性黄山马蹄鳖性成熟体型在100~150克，雌性则在150~200克。它们通常在冬眠开始前或结束后（7~10月或3~5月）参与交配，并在6~8月产卵。黄山马蹄鳖孵化期在65~70天左右。

## 食用
黄山马蹄鳖是徽菜名菜“清炖马蹄鳖”（火腿炖甲鱼）的主料，在20世纪80年代前在野外还比较常见。但是近30年来，由于黄山马蹄鳖野生数量锐减，这道名菜的原料被迫改用人工养殖的中华鳖（P. sinensis）的幼体或亚成体来代替。目前，休宁县珍稀水生动物研究所已开展黄山马蹄鳖的人工养殖繁育试点工作。